# Amidei
Amidei var en adelsfamilie fra Firenze i Italien. Familien blev kendt gennem en strid med en anden familie kaldet Ghibellinerne. Dante Alighieri nævnte familien i Den Guddommelige Komedie. Bongianni af Amidei var i byrådet i Firenze. Der findes et stort slot i centrum af Firenze, kaldet Torre degli Amidei. En fra familien hed Bartholomeus Amadeus Amidei og han var en af de syv stiftere af en religiøs/hellig orden, der var meget udbredt på verdensplan og især i Tyskland. Han blev gjort til helgen af Pave Leo 13. i 1888.